# Striated Nunatak
Der Striated Nunatak (englisch für Gebänderter Nunatak) ist ein niedriger und abgerundeter Nunatak aus gebändertem Gneisgestein im ostantarktischen Enderbyland. Er ragt 10 km ostnordöstlich des Rayner Peak an der Ostflanke des Robert-Gletscher auf.
Luftaufnahmen und Vermessungen der Australian National Antarctic Research Expeditions dienten seiner Kartierung. Das Antarctic Names Committee of Australia gab ihm 1965 seinen deskriptiven Namen.